# Naturhistorisk Museum Wien
Naturhistorisk Museum Wien (Naturhistorisches Museum) er et stort naturhistorisk museum i Wien og et af de vigtigste naturhistoriske museer i verden.
Museet ligger over for Kunsthistorisk Museum Wien.

## Billeder
- Fugleafdelingen
- Fugleafdelingen
- Pirarucu (Arapaima gigas) fra Amazonfloden / Brazilien
- Afdeling med krokodiller og alligatorer
- Deinonychus
- Sommerfuglesamling
- Fossil fra samlingen
- Guld, platin og andre mineraler

48°12′19″N 16°21′33.5″Ø / 48.20528°N 16.359306°Ø